# فمینیسم در روسیه
فمینیسم در روسیه در قرن هجدهم، تحت تأثیر روشنگری اروپای غربی و عمدتاً به طبقه اشراف محدود بود.
در طول سده نوزدهم میلادی، ایده فمینیسم همچنان با سیاست‌های انقلابی و اصلاحات اجتماعی مرتبط بود. در قرن بیستم، فمینیست‌های روسی، با الهام از دکترین سوسیالیستی، تمرکز خود را از کارهای انسان‌دوستانه به سازمان‌دهی در میان دهقانان و کارگران کارخانه‌ها تغییر دادند.
پس از انقلاب فوریه ۱۹۱۷، لابی فمینیستی حق رای و برابری عمومی برای زنان در جامعه به دست آورد. در طول این دوره، توجه به فمینیسم بسته به وضعیت جمعیتی و اقتصادی متفاوت بود.
پس از فروپاشی اتحاد جماهیر شوروی در سال ۱۹۹۱، محافل فمینیستی در میان روشنفکران به وجود آمدند، اگرچه این اصطلاح همچنان در میان روس‌های معاصر دارای مفاهیم منفی است. در قرن ۲۱ ام برخی از فمینیست‌های روسی، مانند گروه پانک راک پوسی رایت، مجدداً خود را در تظاهرات سال ۲۰۱۲ علیه رئیس‌جمهور ولادیمیر پوتین با جنبش‌های ضد دولتی همسو کردند. 

## تاریخ

### سده ۱۸ میلادی
فمینیسم روسی در قرن هجدهم تحت تأثیر روشنگری اروپای غربی و نقش برجسته زنان به عنوان نمادی برای دموکراسی و آزادی در انقلاب فرانسه به وجود آمد.  چهره‌های روشنفکر برجسته روسی قرن نوزدهم، مانند الکساندر پوشکین و آلکساندر هرتسن به‌طور مثبت در مورد افزایش قدرت و استقلال زنان در جامعه خود نوشتند و از نگرانی فزاینده برای برابری جنسیتی حمایت کردند. نیکلای چرنیشفسکی در رمان تاثیرگذارش چه باید کرد؟، ایده‌های فمینیستی جدید را در قهرمان رمان، ورا پاولونا، که رؤیای جامعه‌ای آرمان‌شهری با برابری کامل بین جنس‌ها را در سر می‌پروراند، مجسم کرد.
در جامعه اشرافی روسیه، آزادی‌های بیشتر به زنان منجر به ظهور زنی قدرتمند و با روابط اجتماعی شد. از جمله چهره‌های نمادینی مانند کاترین کبیر، ماریا ناریشکینا و کنتس ماریا رازوموفسکایا می‌توان نام برد. زنان همچنین شروع به رقابت با مردان در حوزه ادبی کردند، که با افزایش محبوبیت نویسندگان، شاعران و خاطره نویسان زن روسی همراه بود. 

### سده ۱۹ میلادی
کاهش محدودیت‌های تحصیلی و آزادی شخصی زنان که توسط پتر یکم در قرن هجدهم وضع شده بود طبقه جدیدی از زنان تحصیل کرده مانند پرنسس ناتالیا شرمتوا ایجاد کرد که یادداشت های ۱۷۶۷ اولین زندگی‌نامه یک زن در روسیه بود.  در قرن نوزدهم، شرمتوا از خویشاوندان دمبریست‌ها بود. آنها گروهی از انقلابیون اشرافی بودند که در سال ۱۸۲۵ به دلیل توطئه برای سرنگونی امپراتور نیکلاس محکوم و بسیاری از آنها به خدمت در اردوگاه‌های کار در سیبری فرستاده شدند.
اگرچه همسران، خواهران و مادران مردان همان دیدگاه‌های سیاسی لیبرال دمکراتیک را با اقوام مردشان داشتند، اما به دلیل زن بودن متهم به خیانت نشدند. با این حال، ۱۱ تن از میان آنها، از جمله شرمتوا و پرنسس ماریا ولکونسکایا، همسران، برادران و پسران خود را در اردوگاه‌های کار همراهی کردند. اگرچه آنها در فرهنگ عامه به عنوان قهرمانان به تصویر کشیده می‌شدند، زنان اصرار داشتند که تنها وظیفه خود را در قبال خانواده خود انجام می‌دهند. زمانی آنها که در سیبری بودند، برخی از آنها نه تنها از بستگان خود، بلکه از سایر زندانیان نیز مراقبت می‌کردند. آنها همچنین مؤسسات مهمی مانند کتابخانه‌ها و کلینیک‌ها را راه اندازی کردند و همچنین سخنرانی‌ها و کنسرت‌ها را ترتیب دادند. 
در نوشته‌های تاریخی آن زمان، فداکاری متواضعانه زنان در مقابل دسیسه‌ها و لذت‌گرایی اشراف‌سالاران زن در قرن هجدهم قرار گرفت. اگرچه آنها به صراحت از یک برنامه فمینیستی حمایت نمی‌کردند، اما به عنوان نمونه توسط نسل‌های بعدی فمینیست‌های روسی مورد الگوبرداری قرار گرفتند، که نگرانی آنها برای برابری جنسیتی نیز با برنامه‌های سیاسی انقلابی گره خورده بود. 
در اواخر قرن نوزدهم، دیگر زنان اشرافی شروع به روی گردانی از زندگی اصلاح شده در جامعه کردند و بر اصلاحات فمینیستی تمرکز کردند. در میان آنها آنا پاولونا فیلسوفوا، زنی از خانواده اشرافی مسکو بود که با یک بوروکرات عالی‌رتبه ازدواج کرد و انرژی خود را وقف جوامع و پروژه‌های مختلف کرد تا به نفع فقرا و محرومان جامعه روسیه از جمله زنان باشد. او همراه با ماریا تروبنیکوا، نادژدا استاسوا و اوگنیا کنرادی با امپراتور لابی کرد تا دوره‌های آموزش عالی را برای زنان ایجاد و تأمین مالی کند. او همچنین یکی از اعضای مؤسس انجمن بشردوستانه متقابل زنان روسیه و مسئول کمک به سازماندهی کنگره همه زنان در سال ۱۹۰۸ بود. 
در پایان قرن، برخی از پرخواننده‌ترین شخصیت‌های ادبی روسیه روی نقوش فمینیستی در آثار خود تمرکز کردند. در سال‌های آخر عمر، لئو تولستوی علیه نهاد سنتی ازدواج بحث کرد و آن را با فحشا و برده‌داری اجباری مقایسه کرد، موضوعی که او در رمان خود آنا کارنینا نیز به آن پرداخت.  آنتون چخوف در نمایشنامه‌ها و داستان‌های کوتاه خود، شخصیت‌های مختلف زن شاغل را به تصویر می‌کشد، از بازیگران زن گرفته تا فرمانداران، که احترام اجتماعی و ثروت را به خاطر استقلال مالی و شخصی قربانی کردند. 

## انقلاب و دوران شوروی

### قبل از انقلاب
در پایان قرن ۱۹ ام و آغاز قرن بیستم، تمرکز فمینیسم روسی از اشرافیت به دهقانان و طبقه کارگر تغییر کرد. آن‌ها با ایدئولوژی سوسیالیستی شروع به سازماندهی اتحادیه‌های زنانه در میان کارگران زن کارخانه‌ها کردند که تمایل داشتند سوسیالیست‌های مرد نادیده گرفته شوند یا به حاشیه رانده شوند. 
بین سالهای ۱۹۰۷ و ۱۹۱۷، برای حقوق برابر زنان مهم‌ترین سازمان فمینیستی روسیه بود. این اتحادیه نیز مانند انجمن بشردوستانه متقابل زنان روسیه، بر آموزش و رفاه اجتماعی متمرکز بود، اما همچنین بر حقوق برابر برای زنان، از جمله حق رای، ارث برابر، و پایان دادن به محدودیت‌های گذرنامه تأکید کرد. انقلاب ۱۹۱۷ که تا حدی توسط تظاهرات زنان کارگر تسریع شد، باعث افزایش عضویت در این سازمان شد. در همان سال، به دلیل ادامه لابی‌های جامعه، روسیه به اولین قدرت بزرگ جهانی تبدیل شد که به زنان حق رأی داد. 

### دوران شوروی
ولادیمیر لنین، که بلشویک‌ها را در انقلاب اکتبر به قدرت رساند، اهمیت برابری زنان را در اتحاد جماهیر شوروی که آنها تأسیس کردند، تشخیص داد. او در سال ۱۹۱۹، دو سال پس از انقلاب، به دنبال تئوری‌های مارکسیستی که زیربنای کمونیسم شوروی بود. 
در عمل، زنان روسی در دوران کمونیسم شاهد دستاوردهای عظیمی در حقوق خود بودند. حق رای زنان در این دوران به آنان اعطا شد. سقط جنین در سال ۱۹۲۰ قانونی شد و اتحاد جماهیر شوروی اولین کشوری بود که این کار را انجام داد. با این حال، دوباره بین سال‌های ۱۹۳۶ و ۱۹۵۵ ممنوع شد. در سال ۱۹۲۲ تجاوز زناشویی در اتحاد جماهیر شوروی غیرقانونی اعلام شد. مرخصی زایمان از نظر قانونی مورد نیاز بود و شبکه ملی مراکز نگهداری از کودکان ایجاد شد و اولین قانون اساسی این کشور حقوق برابر زنان را به رسمیت شناخت. 